# Пшемыслав Младший Освенцимский
Пшемыслав (Пшемысл) Младший Освенцимский (пол. Przemysław (Przemysł) Oświęcimski (Młodszy));(ок. 1365 — 1 января 1406) — Князь Глогувский и Сцинавский (1404—1406, половина княжеств) и Освенцимский (1405—1406). Представитель цешинской линии Силезских Пястов.

## Биография
Пшемыслав был старшим сыном князя Цешинского Пшемыслава I Носака и Елизаветы Бытомской. 
В июне 1404 года Пшемыслав получил в отца в самостоятельное управление половину Глогувского и Сцинавского княжеств, а также город Гура-Сленска.  В 1405 году после смерти бездетного князя Яна III Освенцимского Пшемыслав Носак унаследовал Освенцимское княжество, но сразу же уступил его (вместе с Затором) Пшемыславу Младшему.
1 января 1406 года князь Пшемыслав Младший был убит сторонниками князя Ратиборского Яна II Железного. Он возвращался из Гливице в Цешин, как вдруг рядом с Рыбником попал в засаду, устроенную неким Мартином Хрзаном, действовавшим по указанию князя Яна II. Убийство было совершено, скорее всего, по приказу князя Яна II Ратиборского, который не хотел допустить утверждения князей цешинских в Освенциме. Мартин Хрзан и его сообщники были казнены в Цешине. Ожидалась война между Пшемыславом I Носаком и Яном II Железным, но в конечном счете спор был улажен 7 ноября 1407 года, когда в Жорах был заключен мирный договор.
Пшемыслав Младший Освенцимский был похоронен в доминиканском костёле в Цешине.
После гибели Пшемыслава Младшего половины Глогувского и Сцинавского княжеств вернулись под контроль его отца, Пшемыслава Носака, а Освенцимское княжество было передано его малолетнему сыну Казимиру I, который оставался под опекой своего деда (до 1410 года) и дяди Болеслава (до 1414 года).

## Семья
До 1400 года князь Пшемыслав Освенцимский женился на некой женщине, имя и происхождение которой неизвестно. Их дети:
- Казимир (ок. 1396—1433/1434), князь князь освенцимский.